# Штутгарт-Головний
Штутгарт-Головний (нім. Stuttgart Hauptbahnhof) — основна залізнична станція в місті Штутгарт, столиці землі Баден-Вюртемберг, на південному заході Німеччини. Це найбільша регіональна та міжміська залізнична станція у Штутгарті, головний вузол мережі Stuttgart S-Bahn, а також разом зі станцією на Шарлоттенплац є головним вузлом Stuttgart Stadtbahn. Класифікується Deutsche Bahn як станція I категорії.

Розташована на північно-східному кінці Кенігштрассе, головної пішохідної зони центру міста, станція магістральної залізниці є кінцевою, тоді як підземні станції S-Bahn і Stadtbahn є транзитними станціями. Станція добре відома своєю 12-поверховою вежею з великою, що обертається та освітленою зіркою Mercedes-Benz на вершині; вежа та будівля вокзалу є пам'ятками міста.
Плани суперечливого проекту «Штутгарт 21» щодо перетворення кінцевої станції магістральної залізниці на підземну наскрізну станцію передбачають знесення бічних крил будівлі, а також ліквідацію платформ, колій і перону кінцевої станції. Запланована підземна прохідна станція розташована під кутом 90 градусів до поточної станції. Будівництво почалося у 2010 році і її планується завершити у 2025 році.
У листопаді 2009 року охоронці Міжнародної ради пам’яток і визначних місць номінували будівлю для включення до списку Світової культурної спадщини ЮНЕСКО, і противники проекту Штутгарт 21 використали цю нагоду, щоб закликати місто та Deutsche Bahn зупинити проект, який передбачає знесення частини комплексу за проектом Пауля Бонаца.

## Історія
Збір коштів для нової станції почався в 1914 році. Скляний дах платформи, який був у початковому плані, не було побудовано через затримки, спричинені Першою світовою війною. Станція була офіційно відкрита 21 жовтня 1922 року, хоча роботи були завершені лише в грудні 1927 року. 
Архітектором був Пауль Бонац. Усі 17 колій були електрифіковані в 1933 році. Станція зазнала значних пошкоджень під час Другої світової війни після того, як її бомбардували союзники.

## Штутгарт 21
Станцію планується перетворити з кінцевої на підземну транзитну. Мета – скоротити час у дорозі та звільнити нові ділянки для будівельників у центрі міста. Станція зараз доступна лише для S-Bahn, це кінцева станція для міжміського сполучення. Плани побудувати повністю транзитну станцію виношували роками. 
Уряд країни, земля і Deutsche Bahn оголосили про схвалення планів 19 липня 2007 року. Кошторис у 2007 році становив близько 2,8 мільярда євро. 
У листопаді 2009 року оцінка ціни зросла до 4,5 млрд євро.
Будівництво почалося навесні 2010 року. Початкова дата завершення у 2019 році була перенесена на 2025 рік.

## Опис
Також біля вокзалу є депо Intercity-Express та InterCity, його також використовують поїзди Regionalbahn. У липні 2007 року новий поїзд TGV почав курсувати між Штутгартом і Парижем чотири рази на день. Поїздка займає 3 години 40 хвилин із максимальною швидкістю 320 км/год.
Станція відома своєю 12-поверховою вежею, увінчаною великим логотипом Mercedes-Benz, що обертається.

## Трафік

### Потяги далекого сполучення
| Лінія      | Маршрут | Інтервал                                         |
| ---------- | --- | ------------------------------------------------ |
| ICE11      | Гамбург-Альтона – Берлін-Головний – Лейпциг-Головний – Ерфурт-Головний – Франкфурт-на-Майні-Головний – Мангайм-Головний – Штутгарт-Головний – Ульм-Головний – Аугсбург-Головний – Мюнхен-Головний                         | що 2 години                                      |
| ICE11      | Вісбаден-Головний – Майнц-Головний – Мангайм – Штутгарт – Мюнхен | 1 поїзд                                          |
| ICE15      | Штутгарт – Дармштадт-Головний – Франкфурт – Ерфурт – Галле-Головний – Берлін (прямує Франкфурт — Берлін як ICE-Sprinter)                                                                                                  | 1 поїзд в сб і нд                                |
| ICE22      | (Кіль-Головний –) Гамбург-Головний – Ганновер-Головний – Аеропорт Франкфурт – Мангайм – Штутгарт | що 2 години                                      |
| ICE26      | Франкфурт – Гайдельберг – Файгінген-ан-дер-Енц-Головний – Штутгарт | 1 поїзд ввечері                                  |
| ICE42      | Дортмунд-Головний – Дуйсбург-Головний – Кельн-Головний – Франкфуртський аеропорт – – Мангайм – Штутгарт – Ульм – Аугсбург – Мюнхен                                                                                        | що 2 години                                      |
| ICE45      | Кельн – Вісбаден – Майнц – Мангайм – Гайдельберг-Головний – Штутгарт | 1 пара поїздів                                   |
| ICE47      | Дортмунд – Дуйсбург – Кельн – Франкфуртський аеропорт – Мангайм – Штутгарт | індивідуальні послуги                            |
| ICE/TGV 83 | Париж-Східний – Страсбург-Віль – Карлсруе-Головний – Штутгарт (– Ульм – Аугсбург – Мюнхен) | 5 пар поїздів щодня                              |
| IC30       | (Кіль-Головний –) Гамбург – Дортмунд – Дуйсбург – Кельн – Кобленц-Головний – Мангайм – Штутгарт | що 2 години                                      |
| IC32       | (Берлін – Ганновер –) Дортмунд – Дуйсбург – Кельн – Кобленц – Мангейм – Штутгарт (– Ульм – Ліндау-Інзель – Інсбрук-Головний /– Нюртінген – Ройтлінген-Головний – Тюбінген-Головний)1 потяг до Тюбінгена вранці та ввечері | Пн–Чт, Сб: 4 пари поїздів, Пт, Нд: 7 пар поїздів |
| IC60       | Карлсруе – Штутгарт – Ульм – Аугсбург – Мюнхен | що 2 години                                      |
| IC61       | Карлсруе – Пфорцгайм-Головний – Штутгарт – Ален-Головний – Нюрнберг-Головний (– Аугсбург – Мюнхен) | що 2 години один поїзд до ЛейпцигГоловний        |
| IC62       | Франкфурт – Дармштадт-Головний – Гайдельберг – Штутгарт – Ульм – Аугсбург – Мюнхен – Зальцбург-Головний (– Клагенфурт-Головний / Грац-Головний)                                                                           | 4 пари поїздів                                   |
| IC87       | Штутгарт – Зінген – Цюрих-Головний | щогодини, що 2 години до Цюриха                  |
| ICE90      | Франкфурт – Мангайм – Штутгарт – Ульм – Мюнхен – Зальцбург – Відень-Головний (– Будапешт-Келеті)\| 2 пари поїздів у вихідні дні                                                                                           |                                                  |
| FLX 10     | Берлін-Головний – Берлін-Зюдкройц – Галле-на-Заале-Головний – Ерфурт-Головний – Гота – Айзенах – Фульда – Франкфурт-Південний – Дармштадт-Головний – Вайнгайм-Головний – Гайдельберг-Головний – Штутгарт                  | 1–2 пари поїздів                                 |

### Регіональні
| Лінія  | Маршрут | Інтервал |
| ------ | --- | --- |
| IRE1   | Карлсруе-Головний – Пфорцгайм-Головний – Мюлакер – Файгінген-ан-дер-Енц-Головний – Штутгарт                                                       | Щогодини |
| IRE1   | Карлсруе – Пфорцгайм – Мюлакер – Файгінген – Штутгарт – Шорндорф – Швабський Гмюнд (– Ален-Головний)                                              | Що дві години |
| IRE6   | Штутгарт – Ройтлінген-Головний – Тюбінген-Головний – Гехінген – Альбштадт-Ебінген – Зігмарінген – Аулендорф                                       | Що дві години (дистанції з Тюбінгена до Роттенбурга або Горба) |
| RE 5   | Штутгарт – Есслінген-на-Некарі – Плохінген – Геппінген – Гайслінген-ан-дер-Штайге – Ульм-Головний – Біберах – Фрідріхсгафен-Штадт – Ліндау-Інсель | Щогодини |
| RE 6   | Штутгарт – Есслінген – Плохінген – Вендлінген – Нюртінген – Метцинген (Ройтлінген) – Ройтлінген – Тюбінген                                        | Щогодини (Щопівгодини у годину пік) |
| RE 8   | Штутгарт – Людвігсбург – Бітігайм-Біссінген – Гайльбронн – Бад-Фрідріхсгаль – Остербуркен – Лауда – Вюрцбург-Головний                             | Щогодини |
| RE 10  | Штутгарт – Людвігсбург – Бітігайм – Гайльбронн | Щогодини |
| RE 14a | Штутгарт – Беблінген – Герренберг – Ойтінген-ім-Гой – Горб-ам-Неккар – Роттвайль                                                                  | Що дві години (курсує разом з RE14b до Ойтінген, де маршрути розгалужуються) |
| RE 14b | Штутгарт – Беблінген – Герренберг – Ойтінген – Фройденштадт-Головний                                                                              | Що дві години (курсує разом з RE14а до Ойтінген, де маршрути розгалужуються) |
| RE 17b | Штутгарт – Людвігсбург – Бітігхайм – Вайхінген – Мюлакер – Бреттен – Брухзаль – Гайдельберг-Головний                                              | Що дві години (курсує по парних годинах разом з RB 17a до Мюлаккер, де маршрути розгалужуються)                                                                                                   |
| RE 19  | Штутгарт – Вайблінген – Бакнанг – Гайлдорф-Західний – Швабський Галль-Гессенталь (– Крайльсгайм)                                                  | Що дві години (до Крайльсгайма під час години-пік) |
| RE 87  | Штутгарт – Беблінген – Горб – Ротвайль – Тутлінген – Зінген                                                                                       | Що дві години |
| RE 87  | Штутгарт – Беблінген – Герренберг – Хорб – Ротвайль – Тутлінген – Зінген (– Констанц)                                                             | Що дві години |
| RE 90  | Штутгарт – Вайблінген – Бакнанг – Гайльдорф-Західний – Швабський Галль-Гессенталь – Крайльсгайм – Ансбах – Нюрнберг-Головний                      | Що дві години |
| RB 13  | Штутгарт – Вайблінген – Шорндорф – Швабський Галль – Ален (– Ельванген – Крайльсгайм)                                                             | Що 30 хвилин (щогодини до Ельвангена, що 2 години до Крайльсхайма) |
| RB 16  | Штутгарт – Есслінген – Плохінген – Геппінген – Гайслінген – Ульм                                                                                  | Погодинно (півгодини до Гайслінгена, щогодини до Ульма) (+ додаткові поїзди в пік) |
| RB17a  | Штутгарт – Людвігсбург – Бітігхайм – Вайгінген – Мюлакер – Пфорцгайм (– Бад-Вільдбад/Вілфердінген-Зінген)                                         | Щогодини (окремі поїзди до Бад-Вільдбада або Вільфердінген-Зінгена, курсують разом з RB 17b/c до Мюлакера, де маршрути розгалужуються, додаткові поїзди о 6:09/6:47, 16:15/16:48 та 17:14/ 17:47) |
| RB17c  | Штутгарт – Людвігсбург – Бітігайм – Вайгінген – Мюлакер – Бреттен – Брухзаль                                                                      | Що дві години (курсує по непарних годинах разом з RB 17a до Мюлакер, де маршрути розгалужуються)                                                                                                  |
| RB18   | Штутгарт – Людвігсбург – Бітігайм – Гайльбронн – Бад-Фрідріхсгаль – Остербуркен                                                                   | Щогодини |
| RB19   | Штутгарт – Вайблінген – Бакнанг – Гайльдорф-Західний – (Швабський Галль-Хессенталь – Крайльсгайм)                                                 | Щогодини (тільки пн–пт у другій половині дня до Швабський Галль, окремі поїзди продовжують рух до Крайльсгайму)                                                                                   |

### S-Bahn
| Лінія | Маршрут |
| ----- | --- |
| S1    | Кірхгайм-унтер-Тек – Плохінген – Есслінген-на-Некарі – Штутгарт-Некарпарк – Штутгарт-Бад-Каннштатт – Штутгарт-Головний – Штутгарт-Швабштрассе – Штутгарт-Файгінген – Штутгарт-Рор – Беблінген – Герренберг (додаткові поїзди в робочі дні між Есслінгеном і Швабштрассе або Беблінгеном.)                      |
| S11   | Неккарпарк – Бад-Канстатт – Штутгарт-Головний – Швабштрасе – Файгінген – Рор – Беблінген – Герренберг |
| S2    | Шорндорф – Вайнштадт – Вайблінген – Бад-Канстатт – Штутгарт-Головний – Швабштрасе – Файгінген – Рор – Аеропорт Штутгарт/Мессе – Фільдерштадт (додаткові поїзди в робочі дні між Шорндорфом і Файгінгеном.) |
| S3    | Бакнанг – Вінненден – Вайблінген – Бад-Канстатт – Штутгарт-Головний – Файгінген – Рор – Аеропорт Штутгарт/Мессе (через відкриття нового виставкового центру потяги курсують до аеропорту у вихідні; пізно ввечері рух курсують лише до Файгінгену; додаткові поїзди в робочі дні між Бакнангом і Файгінгеном). |
| S4    | Бакнанг – Марбах-ам-Неккар – Людвігсбург – Цуффенгаузен – Штутгарт-Головний – Швабштрассе |
| S5    | Швабштрасе – Штутгарт-Головний – Цуффенгаузен – Лудвігсбург – Бітіггайм-Біссінген |
| S6    | Швабштрасе – Штутгарт-Головний – Цуффенхаузен – Леонберг – Вайль-дер-Штадт |
| S60   | Швабштрасе – Штутгарт-Головний – Цуффенгаузен – Леонберг – Реннінген – Магштадт – Майхінген – Зіндельфінген – Беблінген |

### Вантажні перевезення

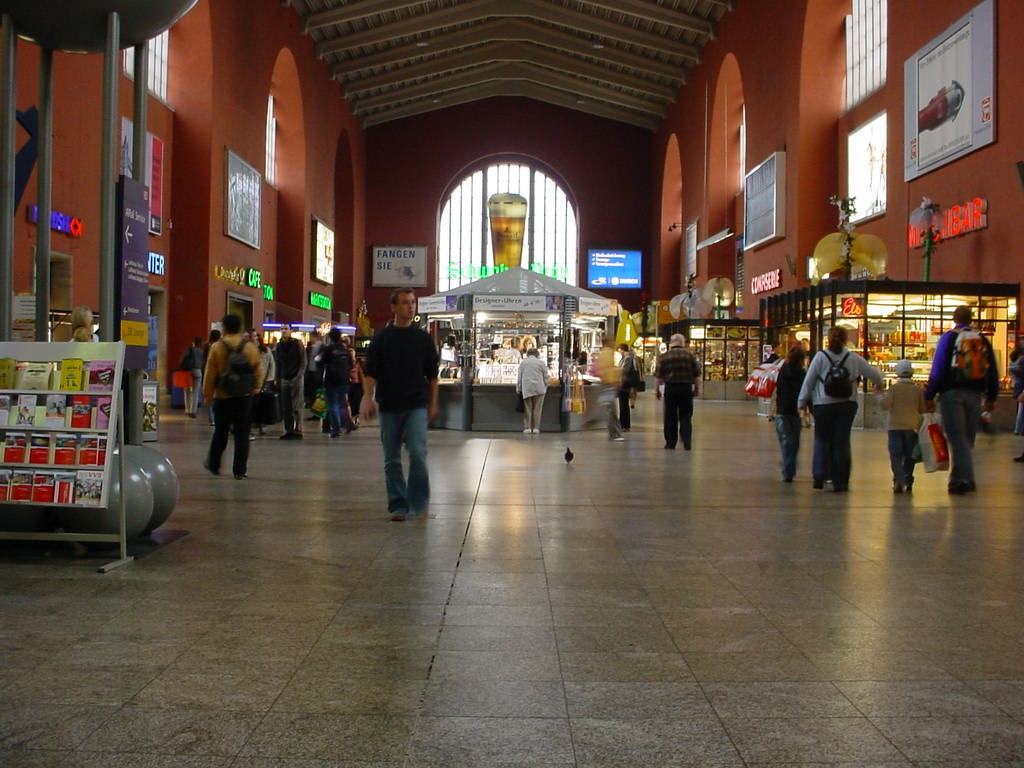
Інтер'єр вокзалу у 2004

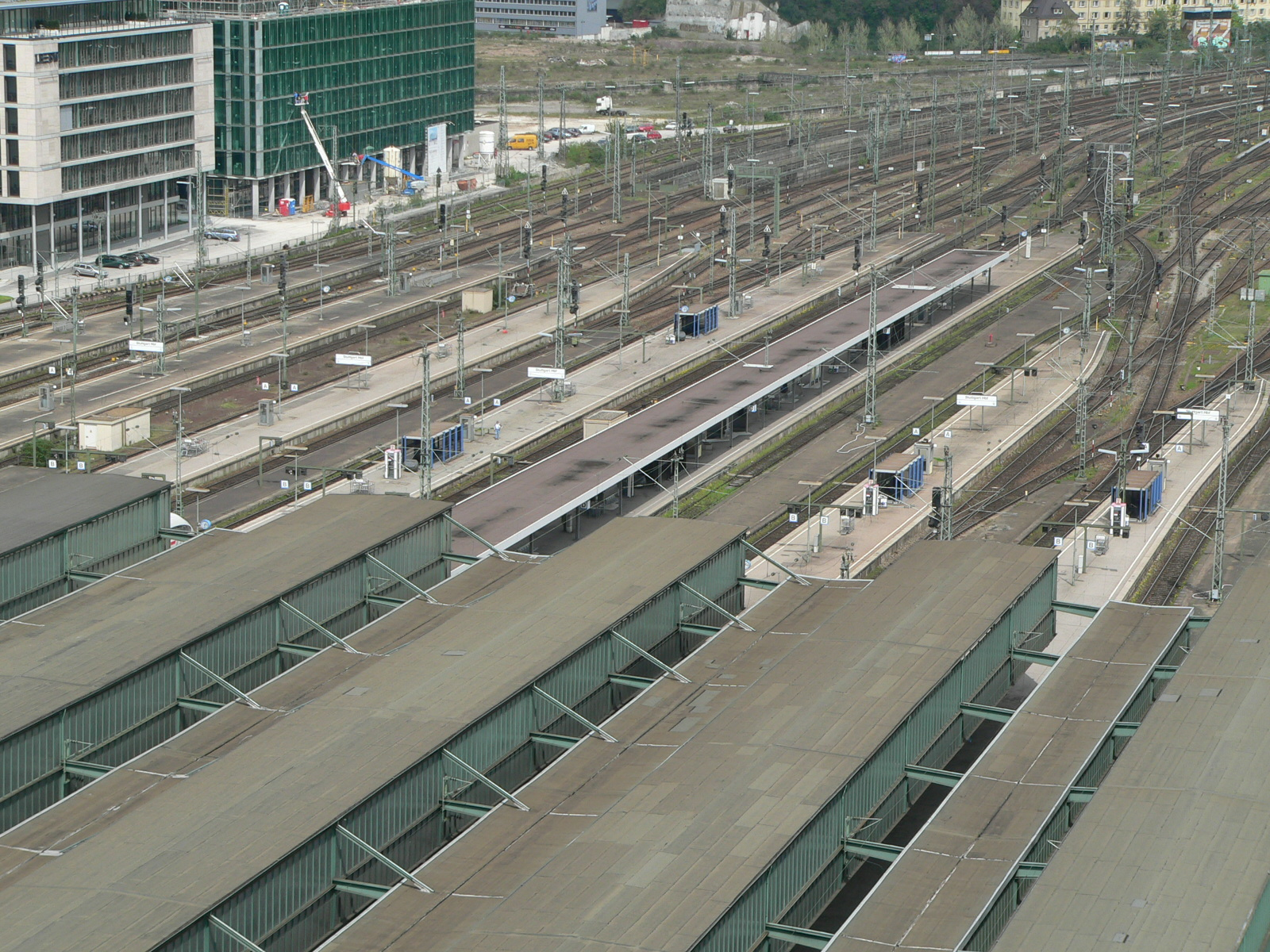
Вид на колії з вежі у 2005 році

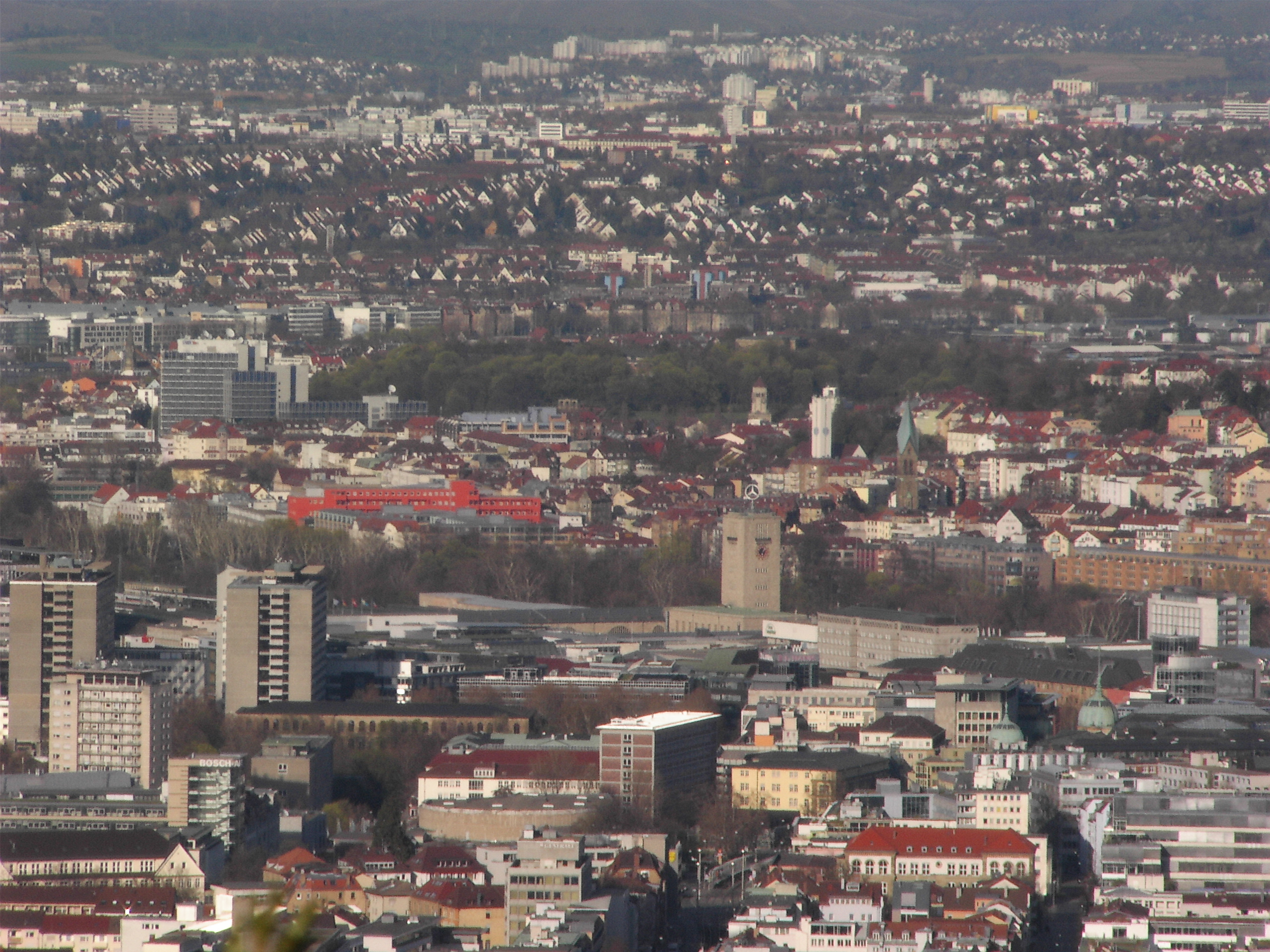
Краєвид на станцію із заходу

Крім пасажирської станції, раніше була закрита і вже знесена вантажна станція і невелика маневрова станція, на якій була сортувальна гірка із залізничними гальмами. Вантажна станція використовувалася до 1980-х років. 
Пізніше вантажні перевезення було повністю перенесено на сортувальну станцію Корнвестгайм; рішення про переїзд було прийнято незалежно від проекту Штутгарт 21.

### Штадтбан
Під Арнульф-Клетт-Плац (привокзальна площа), розташовано найбільший і найважливіший вузол штадтбану, що має такі маршрути::
| Лінія | Маршрут |
| ----- | --- |
| U5    | Кіллесберг – Штутгарт-Головний – Дегерлох – Мерінген – Лайнфельден                                         |
| U6    | Герлінген – Вайлімдорф – Фойербах – Штутгарт-Головний – Дегерлох – Мерінген – Фазаненгоф                   |
| U7    | Менхфельд – Цуффенгаузен – Штутгарт-Головний – Рубанк/Фернзетурм – Гоймаден – Остфільдерн-Неллінген        |
| U29   | Штутгарт-Головний – Фогельзанг – Ботнанг                                                                   |
| U12   | Ремзек – Гальшлаг – Будапестер-плац – Штутгарт-Головний – Дегерлох – Мерінген – Дюрлеванг                  |
| U14   | Мюльгаузен – Мюнстер – Штутгарт-Головний                                                                   |
| U15   | Штаммгайм – Цуффенгаузен – Прагзаттель – Штутгарт-Головний – Ойгенсплац – Рубанк/Фернсехтурм ( – Геймаден) |

Крім того, у разі проведення заходів у НеккарПарк і Канстаттер-Вазен 
| Лінія | Маршрут                                                                                   |
| ----- | ----------------------------------------------------------------------------------------- |
| U11   | Штутгарт-Головний – Гарлоттенплац-Мінеральбедер – Канстаттер-Вазен – НеккарПарк (Стадіон) |